# Суховершинность
Суховерши́нность — отмирание вершин деревьев.

## Причины
В числе причин суховершинности могут быть засуха, заморозки, резкое изменение уровня грунтовых вод, загрязнение воздуха вредными выбросами, в первую очередь — диоксидом серы, засоление, повреждение насекомыми (короедами, например, узкотелыми златками) и грибами, сосудистыми болезнями, обморожение вершин. Может перейти в сухостой. Дерево может быть поражено некрозно-раковыми болезнями, например, смоляным раком.
В сосновых насаждениях широко распространена суховершинность, вызванная серянкой. Заражённость этим грибом достигает иногда до 40% и более.
Среди плодовых деревьев от суховершинности чаще страдают косточковые — они поражаются опёнком, фитофторозом, бактериальным ожогом, бактериальным раком и др.. Также причиной может быть перенасыщенность почвы влагой. У комнатных растений также суховершинность может быть вызвана переувлажнением почвы.
Суховершинность может являться способом приспособления к неблагоприятным жизненным условиям. При засухе растение может сбросить часть листвы, а потом и пожертвовать и вершиной, чтобы обеспечить влагой оставшуюся часть листьев. При этом большинство суховершинящих деревьев не погибает. Также суховершинность чаще появляется на менее лесопригодных почвах, чем на более лесопригодных, например, при наличии в почве токсичных солей.

## Меры борьбы
Устранение причин, вызвавших суховершинность: осушение заболоченного леса, уничтожение вредителей. Поражённые деревья удаляются при рубках ухода. При насаждении леса подбираются наиболее жизнестойкие древесные породы, применяются рациональные принципы смешения пород, в садах улучшается агротехника.